# Bosworthia
Bosworthia, monotipski rod crvenih algi nesigurnog položaja unutar razreda Florideophyceae. Jedina vrsta je fosilna alga B. simulans